# ده شعیب ۲
ده شعیب ۲ یک روستا در ایران است که در بخش مرکزی شهرستان زرند در استان کرمان واقع شده‌است. ده شعیب ۲ ۳۴ نفر جمعیت دارد.

## جمعیت
این روستا در دهستان جرجافک قرار دارد و براساس سرشماری مرکز آمار ایران در سال ۱۳۸۵، جمعیت آن ۳۴ نفر (۱۲ خانوار) بوده‌است.